# جاش کوک
جاش کوک (انگلیسی: Josh Cooke؛ زادهٔ ۲۲ نوامبر ۱۹۷۹) هنرپیشه اهل ایالات متحده آمریکا است.
از فیلم‌ها یا برنامه‌های تلویزیونی که وی در آن نقش داشته‌است می‌توان به دوستت دارم، مرد، پارتی مجردی ۲: آخرین وسوسه، جنس مخالف و درود بر سزار! اشاره کرد.